# Millicent Aroi
Millicent Aroi – nauruańska dyplomatka.
Pełniła funkcję wysokiego komisarza Republiki na Fidżi (funkcję sprawowała od 1996 roku, przez kilka kolejnych lat), będąc pierwszą osobą piastującą to stanowisko. Związana z Nauru Broadcasting Service (radiofonia i telewizja).